# Nico Hug
Nico Hug (* 26. Oktober 1998 in Niedereschach) ist ein deutscher Fußballspieler.

## Karriere

### Verein
Hug begann seine Karriere bei den deutschen Amateurvereinen SV Niedereschach und SV Zimmern, bevor er 2013 in die Jugend des SC Freiburg wechselte. Von 2015 bis 2016 besuchte er die Max Weber-Schule in Freiburg. Für den SCF spielte er in der Saison 2014/15 21 Mal in der U-17-Bundesliga Süd/Südwest sowie in den folgenden beiden Spielzeiten insgesamt 48 Mal in der U-19-Bundesliga Süd/Südwest. 2017 wurde er in den Kader der viertklassigen Zweitmannschaft befördert und kam in seiner ersten Spielzeit im Erwachsenenbereich zu vier Regionalligaeinsätzen. In der Saison 2018/19 kam er zu 18 Einsätzen (3 Tore), in der aufgrund der COVID-19-Pandemie abgebrochenen Spielzeit 2019/20 wurde er 15 Mal eingesetzt. 
Im Sommer 2020 schloss Hug sich dem liechtensteinischen Hauptstadtklub FC Vaduz an. Sein Debüt in der Super League, der höchsten Schweizer Spielklasse, gab er am 20. September 2020 (1. Spieltag) beim 2:2 gegen den FC Basel, als er in der 60. Minute für Joël Schmied eingewechselt wurde. Mit Vaduz verpasste er in der Saison 2020/21 den Klassenerhalt, in der anschließenden Zweitligasaison 2021/22 wurde der vierte Tabellenplatz belegt. Hug kam über zwei Spielzeiten zu 54 Ligaeinsätzen. Im Mai 2022 gelang zudem der Gewinn des Liechtensteiner Cups, für Vaduz war es der 22. Erfolg in Folge.
Im Sommer 2022 wurde er vom deutschen Drittligisten Hallescher FC verpflichtet und erhielt einen Zweijahresvertrag. Dort soll er auf der linken Außenbahn die durch die Abgänge von Janek Sternberg und Julian Guttau entstandene Lücke schließen.

### Nationalmannschaft
Hug absolvierte von 2015 bis 2016 insgesamt drei Testspiele für die deutsche U-18-Nationalmannschaft.

## Erfolge
- Liechtensteiner Cup: 2022